# 斯特拉迪瓦里琴
斯特拉迪瓦里琴（Stradivarius）是指意大利斯特拉迪瓦里家族，尤其是樂器製造師安東尼奧·史特拉第瓦里所製作的弦樂器，斯特拉迪瓦里所製作的弦樂器被認為是歷史上最好的弦樂器之一，具有高度的價值，而且其價格還會隨著時間和曾經擁有及演奏過者的身分而上升，直到現在仍有許多職業音樂家使用斯特拉迪瓦里琴來演奏。

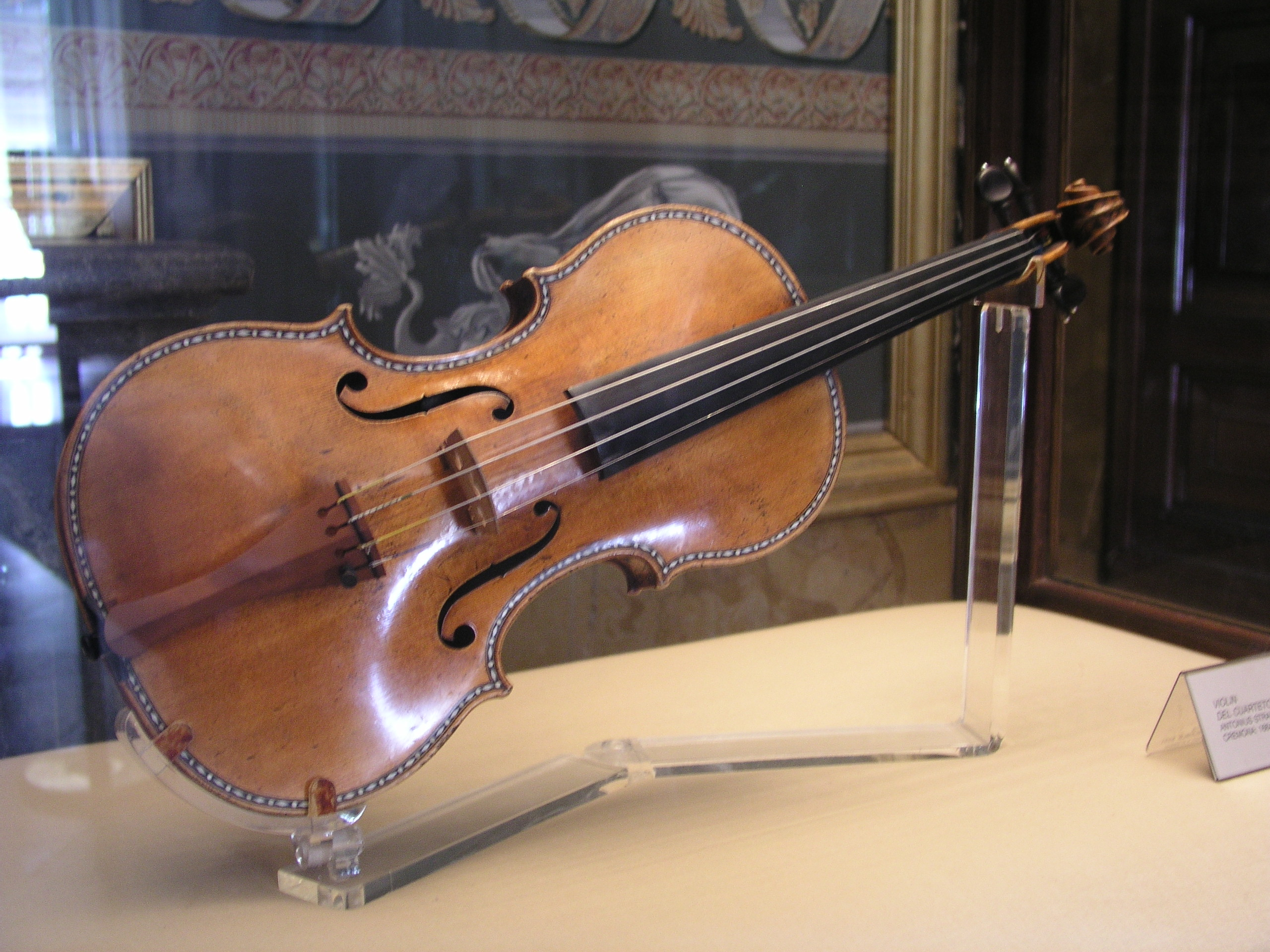
由斯特拉迪瓦里所製作的小提琴Spanish II Stradivarius，展示在西班牙馬德里的馬德里王宮

在歷史上拍賣價格最高的樂器中，斯特拉迪瓦里琴佔據了前5名，而且都是經由佳士得來賣出。佳士得在2006年5月16日以3,544,000美元的價格將斯特拉迪瓦於1707年製作的The Hammer賣出，並創下有史以來樂器最高的成交價格。2014年，再有斯特拉迪瓦里琴流出市場，史特拉第瓦里於1719年製造，取名為「麥克唐納」（Macdonald）的一副中提琴，由蘇富比進行拍賣，預計成交價超過4500萬美元。

## 著名琴
- 大提琴「将军基德（英语：General_Kyd_Stradivarius）」，1684年製
- 大提琴「大衛朵夫」（Davidov[a]），1712年製，曾由杜普蕾持有，現由馬友友持有。
- Gould Stradivarius（英语：Gould Stradivarius），1703年製
- 小提琴「戈德曼」（Goldman），1716年製，曾由米尔斯坦持有。
- 小提琴「火鳥」（Firebird），1718年製。
- Lady Blunt Stradivarius（英语：Lady Blunt Stradivarius），1721年製
- 小提琴「科希奧伯爵」（Conte Cozio di Salabue），1727年製，曾由帕格尼尼持有。
- 小提琴「大衛朵夫」（Davidov），1727年製，曾由莫莉妮持有。
- 小提琴「哈特」（Hart），1727年製，曾由弗朗切斯卡悌以及阿卡多持有。

- 1687年製，Ole Bull 典藏于美国国家历史博物馆
- 1689?年製，Spanish 典藏于马德里王宫
- 1689?年製，Spanish 典藏于马德里王宫
- 1693年製，Gould（英语：Gould Stradivarius）典藏于大都会艺术博物馆
- 1694年製，Francesca 典藏于大都会艺术博物馆
- 1711年製，Antonius 典藏于大都会艺术博物馆
- 1703年製，Antonio 典藏于柏林乐器博物馆
- 1703年製，Antonio 典藏于柏林乐器博物馆
- 1721年製，Lady Blunt Stradivarius（英语：Lady Blunt）

## 軼事
- 2019年1月，名為「斯特拉迪瓦里琴音庫」（Stradivarius Sound Bank）的錄音計畫在克雷莫納展開，該計畫旨在以數位形式保存提琴博物館（英语：Museo del Violino）館藏樂器的真聲。為了配合錄音的需求，錄音場地周邊的街道進行了為期五週的封鎖，以確保計畫不受任何雜訊的干擾。相關報導表示，為了達到最高品質的聲響，必須屏除一切的干擾源，甚至錄音場地的燈泡都必須暫時取下[3][4]。